# Миура (полуостров)
Миура (яп. 三浦半島) — полуостров в Японии в префектуре Канагава. Расположен южнее Токио и Иокогамы и разделяет Токийский залив и залив Сагами. На полуострове расположены города Йокосука, Миура, Хаяма, Дзуси и Камакура, представляет собой спальный район. Миура популярен среди туристов. На восточной стороне расположена военно-морская база Йокосука, на которой базируются Морские силы самообороны Японии и седьмой флот ВМС США.